# Liste der denkmalgeschützten Objekte in Vandans
Die Liste der denkmalgeschützten Objekte in Vandans enthält die 16 denkmalgeschützten, unbeweglichen Objekte der Gemeinde Vandans im Bezirk Bludenz.

## Denkmäler
| Foto |                 | Denkmal                                                                                            | Standort                                      | Beschreibung | Metadaten |
| ---- | --------------- | -------------------------------------------------------------------------------------------------- | --------------------------------------------- | --- | --- |
| ja   | Datei hochladen | Alte Volksschule HERIS-ID: 74795 Objekt-ID: 88231                                                  | Anton-Bitschnau-Straße 2 Standort KG: Vandans | | BDA-Hist.: Q38136852 Status: § 2a Stand der BDA-Liste: 2025-06-30 Name: Alte Volksschule GstNr.: .817 Volksschule Vandans                                                                                   |
| ja   | Datei hochladen | Doppelwohnhaus HERIS-ID: 104672 Objekt-ID: 121537                                                  | Bahnhofstraße 8 Standort KG: Vandans          | | BDA-Hist.: Q37801510 Status: Bescheid Stand der BDA-Liste: 2025-06-30 Name: Doppelwohnhaus GstNr.: .10, 51/6 Vandans Doppelwohnhaus Bahnhofstr 8                                                            |
| ja   | Datei hochladen | Montafoner Paarhof HERIS-ID: 74808 Objekt-ID: 88247                                                | Bühelweg 12 Standort KG: Vandans              | | BDA-Hist.: Q38136904 Status: Bescheid Stand der BDA-Liste: 2025-06-30 Name: Montafoner Paarhof GstNr.: .420 Vandans Gehöft Bühelweg 12                                                                      |
| ja   | Datei hochladen | Wohnhaus Alte Krone HERIS-ID: 33560 Objekt-ID: 31160                                               | Dorfstraße 34 Standort KG: Vandans            | Das ehemalige Gasthaus Alte Krone ist ein Blockbau mit Steingaden, giebelseitig vorgezogenem Küchentrakt und Fachwerkfassade. | BDA-Hist.: Q14545389 Status: Bescheid Stand der BDA-Liste: 2025-06-30 Name: Wohnhaus Alte Krone GstNr.: .23 Alte Krone Vandans                                                                              |
| ja   | Datei hochladen | Alte Pfarrkirche hl. Johannes der Täufer mit Friedhof HERIS-ID: 74804 Objekt-ID: 88242             | Franz-Bitschnau-Weg 8 Standort KG: Vandans    | Diese auf Johannes den Täufer geweihte Kirche geht auf eine 1519 begonnene Kaplanei der Pfarre Tschagguns zurück, die 1614 erweitert, 1651 zur Pfarrkirche erhoben und 1777 abermals vergrößert wurde. 1960, nach der Einweihung der neuen Pfarrkirche, wurde sie renoviert und fand als Begräbniskirche Verwendung. Sie hat ein barockes Langhaus mit eingezogenem Chor unter gemeinsamem Satteldach. Der quadratische Grundriss des Turms geht in den oberen Geschoßen in ein Achteck über, bekrönt von einer Zwiebelhaube. | BDA-Hist.: Q436080 Status: § 2a Stand der BDA-Liste: 2025-06-30 Name: Alte Pfarrkirche hl. Johannes der Täufer mit Friedhof GstNr.: .1, 1 Alte Pfarrkirche Johannes der Täufer (Vandans)                    |
| ja   | Datei hochladen | Kath. Pfarrkirche, Neue Pfarrkirche HERIS-ID: 74803 Objekt-ID: 88241                               | Franz-Bitschnau-Weg 10 Standort KG: Vandans   | Die neue Pfarrkirche von Vandans, wie ihre Vorgängerin auf Johannes den Täufer geweiht, wurde 1959/1960 nach Plänen der Architekten Hans und Ingo Feßler errichtet. Sie hat einen achteckigen Grundriss, ein hohes zeltartiges Satteldach und lamellenartig strukturierte farbige Betonglasfensterschlitze. Über einen Seitentrakt ist sie mit dem Turm verbunden, in den die vier Glocken der alten Kirche übertragen wurden. | BDA-Hist.: Q1979681 Status: § 2a Stand der BDA-Liste: 2025-06-30 Name: Kath. Pfarrkirche, Neue Pfarrkirche GstNr.: .1000 Neue Pfarrkirche Johannes der Täufer (Vandans)                                     |
| ja   | Datei hochladen | Wohnhaus HERIS-ID: 74833 Objekt-ID: 88276                                                          | Gluandistraße 12 Standort KG: Vandans         | | BDA-Hist.: Q38137011 Status: Bescheid Stand der BDA-Liste: 2025-06-30 Name: Wohnhaus GstNr.: .635 |
| ja   | Datei hochladen | Montafoner Walserhaus HERIS-ID: 74812 Objekt-ID: 88251                                             | H.-Barbisch-Weg 10 Standort KG: Vandans       | Dieses Walserhaus ist im Giebel mit der Jahreszahl 1775 bezeichnet. | BDA-Hist.: Q38136925 Status: Bescheid Stand der BDA-Liste: 2025-06-30 Name: Montafoner Walserhaus GstNr.: .511                                                                                              |
| ja   | Datei hochladen | Flur-/Wegkapelle, Mariahilf HERIS-ID: 74814 Objekt-ID: 88253                                       | Rellstal Standort KG: Vandans                 | Die Mariahilfkapelle im Rellstal wurde 1749/1750 errichtet und 1979 mit neuem Fundament um eine Länge nach Südosten verlegt. Sie hat ein Satteldach und einen Dachreiter mit Glocke. Der Innenraum verfügt über eine Flachdecke aus Holz. Der kleine zweisäulige Barockaltar ist mit einem Gemälde aus dem 18. Jahrhundert ausgestattet, links und rechts davon stehen Heiligenfiguren. | BDA-Hist.: Q2142818 Status: § 2a Stand der BDA-Liste: 2025-06-30 Name: Flur-/Wegkapelle, Mariahilf GstNr.: .779 Rellser Mariahilfkapelle, Vandans                                                           |
| ja   | Datei hochladen | Flur-/Wegkapelle, hl. Apollonia HERIS-ID: 74823 Objekt-ID: 88264                                   | Rodund Standort KG: Vandans                   | Die nach der hl. Apollonia benannte Flur-/Wegkapelle am alten Hauptweg von Bludenz nach St. Gallenkirch, über dem Portal mit der Jahreszahl 1769 bezeichnet, wurde 1910 von Gottfried Schoder in Vandans erneuert. Im Inneren befindet sich ein kleiner Altar mit einer in den späten 1850er Jahren von einem als „Wächter von St. Antönien“ genannten Vandanser aus dem Prättigau herbeigebrachten und 1861 neu gefassten Schmerzhaften Muttergottes als Hauptfigur. Über der Marienfigur ist ein Medaillon der hl. Apollonia zu sehen. Diese Heilige gilt traditionell als Helferin bei Zahnschmerzen. Von ihr leitet sich der lokal gebräuchliche Name des Denkmals ab: „Zahnbild“. | BDA-Hist.: Q38136962 Status: § 2a Stand der BDA-Liste: 2025-06-30 Name: Flur-/Wegkapelle, hl. Apollonia GstNr.: .804 Vandans Kapelle Hl Apollonia                                                           |
| ja   | Datei hochladen | Doppelwohnhaus eines ehem. Paarhofes HERIS-ID: 74799 Objekt-ID: 88237                              | Untere Venserstraße 63 Standort KG: Vandans   | Das Doppelhaus in Stein-Holz-Bauweise ist an beiden Giebelseiten erschlossen. Die talseitige Fassade mit einem Fresko der Muttergottes ist mit 1755 bezeichnet. | BDA-Hist.: Q38136874 Status: Bescheid Stand der BDA-Liste: 2025-06-30 Name: Doppelwohnhaus eines ehem. Paarhofes GstNr.: .513, .514 Vandans Wohnhaus Untere Venserstraße 63                                 |
| ja   | Datei hochladen | Wallfahrtskapelle Unsere liebe Frau HERIS-ID: 74813 Objekt-ID: 88252                               | Untere Venserstraße 117 Standort KG: Vandans  | Die 1613 gestiftete Kapelle wurde 1697 erweitert und erhielt 1722 das heutige Langhaus, das mit dem Chor und der Sakristei unter einem gemeinsamen Satteldach liegt. Über der Sakristei erhebt sich ein achteckiger Glockenturm mit Zwiebelhaube. | BDA-Hist.: Q2512960 Status: § 2a Stand der BDA-Liste: 2025-06-30 Name: Wallfahrtskapelle Unsere liebe Frau GstNr.: .628 Venser Wallfahrtskapelle                                                            |
| ja   | Datei hochladen | Montafoner Gehöft mit Doppelwohnhaus und zwei Wirtschaftsgebäuden HERIS-ID: 41565 Objekt-ID: 42082 | Valkastielstraße 15 Standort KG: Vandans      | Das Doppelwohnhaus des Paarhofs ist ein giebelseitig erschlossener Blockbau mit Steingaden. | BDA-Hist.: Q38001690 Status: Bescheid Stand der BDA-Liste: 2025-06-30 Name: Montafoner Gehöft mit Doppelwohnhaus und zwei Wirtschaftsgebäuden GstNr.: .451, 1258/6 Vandans Bauernhof Valkastielstraße 15-17 |
| ja   | Datei hochladen | Bauernhaus, D's Manga Hüsli HERIS-ID: 33561 Objekt-ID: 31161                                       | Zwischenbachstraße 14 Standort KG: Vandans    | Das Wohnhaus in Blockbauweise mit giebelseitig erschlossenem Steingaden wurde um 1700 errichtet. Der Steingaden mit einem Rundbogenportal ist von barocker Architekturmalerei gerahmt. | BDA-Hist.: Q37952724 Status: Bescheid Stand der BDA-Liste: 2025-06-30 Name: Bauernhaus, D's Manga Hüsli GstNr.: .63 Vandans D's Manga Hüsli                                                                 |
| ja   | Datei hochladen | Flur-/Wegkapelle Ganeu HERIS-ID: 74794 Objekt-ID: 88230                                            | Standort KG: Vandans                          | Auf dem Gebiet des Maisäß Ganeu steht ein Nachfolgebau der sogenannten Mansaurakapelle, die 1870–1875 an Stelle einer älteren Holzkapelle geschaffen wurde und zu Beginn der 1970er Jahre einstürzte. 1989 wurde sie in einiger Entfernung vom ursprünglichen Standort neu errichtet. Sie verfügt über einen Dachreiter mit kleiner Glocke und beherbergt einen kleinen Altar mit Muttergottesbild und zwei Statuen aus der alten Kapelle. | BDA-Hist.: Q38136838 Status: § 2a Stand der BDA-Liste: 2025-06-30 Name: Flur-/Wegkapelle GstNr.: .1051 Mansaurakapelle, Vandans                                                                             |
| ja   | Datei hochladen | Ansitz, Einsiedelei Valcastiel (Valcastieltobel) HERIS-ID: 74793 Objekt-ID: 88229seit 2013         | Standort KG: Vandans                          | Mauerreste der Burg Valcastiel, einer mittelalterlichen Höhenburg bei Vandans, wurden auf 1120/1140 datiert und gelten damit als die ältesten mittelalterlichen Reste Vorarlbergs. | BDA-Hist.: Q1015555 Status: Bescheid Stand der BDA-Liste: 2025-06-30 Name: Ansitz, Einsiedelei Valcastiel (Valcastieltobel) GstNr.: 2083 Burgruine Valcastiel                                               |